# ЮАС (футбольный клуб)
ЮАС — белорусский футбольный клуб из города Житковичи. Основан в 2014 году. Выступал в Первой лиге чемпионата Беларуси.

## История
Футбольная команда «ЮА-Строй», которая финансировалась одноимённым предприятием, была основана в 2014 году и заявилась во Вторую лигу чемпионата Беларуси. Состав команды был сформирован преимущественно из местных футболистов, к которым присоединился ряд иногородних (преимущественно из Мозыря). В сезоне 2014 «ЮА-Строй» занял последнее 12-е место в группе, и, победив в стыковых матчах СКВИЧ, получил итоговое 23-е место в лиге. На следующий год команду представляли исключительно местные игроки, началось сотрудничество с местной ДЮСШ, от чего клуб получил название ЮАС-ДЮСШ. Житковичская команда вновь стала последней в своей группе, одержав за весь сезон только одну победу.
В начале 2016 года ЮАС-ДЮСШ подтвердила своё участие в новом сезоне. В связи с прекращением сотрудничества с ДЮСШ команда сократила название до ЮАС. Сезон для получился ещё хуже, чем предыдущий — команда терпела поражения за поражениями, крупнейшим стало гостевое 0:14 от «Молодечно-ДЮСШ-4». Летом команда даже заявила о снятии с чемпионата, но после переговоров с АБФФ решила продолжить участие. В результате команда набрала своё единственное очко в последнем туре, с общей разницей мячей 8-124.
В начале 2017 года состав команды существенно усилился, пополнившись опытными игроками из таких клубов, как «Барановичи» и «Днепр». Главным тренером был назначен Вадим Беленко, известный по работе с пинской «Волной». В результате житковичский клуб начал сезон уже не в качестве аутсайдера, а как один из фаворитов. С самого начала захватив лидерство, ЮАС не потерял его до самого окончания чемпионата, в итоге за несколько туров до финиша обеспечив себе выход в Первую лигу. В 2019 году клуб почувствовал финансовые проблемы и отправился во вторую лигу (Д3). Летом 2019 года клуб стал банкротом и прекратил существование.

## Названия
- 2014 — «ЮА-Строй».
- 2015 — ЮАС-ДЮСШ.
- 2016—2019 — ЮАС.

## Статистика выступлений

### Чемпионат и Кубок Беларуси
| Сезон | Лига                                                            | Место | И  | В  | Н  | П  | Мячи  | Очки | Кубок        | Примечания             |
| ----- | --------------------------------------------------------------- | ----- | -- | -- | -- | -- | ----- | ---- | ------------ | ---------------------- |
| 2014  | Вторая лига чемпионата Беларуси по футболу 2014 (группа Б) (Д3) | 12    | 22 | 4  | 3  | 15 | 21-53 | 15   | 1/64 финала  |                        |
| 2014  | Матчи за 23 место1                                              | 23    | 2  | 2  | 0  | 0  | 6-2   |      | 1/64 финала  |                        |
| 2015  | Группа Б (Д3)                                                   | 10    | 18 | 1  | 0  | 17 | 9-89  | 3    | 1/64 финала  |                        |
| 2015  | Матчи за 20 место2                                              | 19-20 | 2  | 1  | 0  | 1  | 3-3   |      | 1/64 финала  |                        |
| 2016  | Вторая (Д3)                                                     | 13    | 24 | 0  | 1  | 23 | 8-124 | 1    | 1/32 финала  |                        |
| 2017  | Вторая (Д3)                                                     | 1     | 26 | 20 | 5  | 1  | 63-12 | 65   | 1/16 финала  | Выход в Первую лигу    |
| 2018  | Первая Лига (Д2)                                                | 10    | 23 | 6  | 10 | 12 | 23:38 | 28   | 1/16 финала  |                        |
| 2019  | Вторая лига(Д3)3                                                | -     | 12 | -  | -  | -  | -     | -    | квал., отказ | Команда расформирована |

- 1 Стыковые матчи против минского СКВИЧа, который занял 12-е место в группе А (3:2, 3:0).
- 2 Стыковые матчи против верхнедвинского «Приозёрья», которое заняло 10-е место в группе А (3:0, 0:3 — оба технических результата).
- 3 Команда вылетела из Первой лиги, отправлена во Вторую лигу, где провела только 12 матчей, на 13-й не явилась и снялась с турнира.

## Главные тренеры
- Владимир Савчиц (2014—2015)
- Андрей Минчанин (2016)
- Вадим Беленко (2017)
- Владимир Гольмак (с 2018 года)